# Menucocelsior arriagadai
Menucocelsior arriagadai es la única especie conocida del género extinto Menucocelsior de dinosaurio saurópodo eutitanosaurio, que vivió a finales del periodo Cretácico, hace unos 70 millones de años, durantae el Maastrichtiense, en lo que es hoy Sudamérica. En el Salitral Ojo del Agua se descubrió toda una fauna de saurópodos. Una especie era más grande que las otras. En 2021 la especie tipo Menucocelsior arriagadai fue nombrada y descrita por Mauro Aranciaga Rolando, Jordi Alexis García Marsà, Federico Lisandro Agnolín, Matías Javier Motta, Sebastián Rozadilla y Fernando Emilio Novas. El nombre genérico combina el mapudungun menuco, "abrevadero", una traducción de Ojo del Agua, con el latín celsior, "superior" o "mayor". El nombre de la especie honra a "Beto" Arriagada, el dueño del rancho donde se hicieron los descubrimientos. El holotipo MPCN-PV-798 consta de diecisiete vértebras caudales y varios huesos apendicularesn, entre ellos un húmero derecho, un peroné izquierdo y algún metapodial. La estructura y forma de estos huesos sugiere que era un miembro de Eutitanosauria, pero no un miembro de Colossosauria, Saltasaurinae o Aeolosaurini. Menucocelsior vivió en la Formación Allen junto con varios otros titanosaurios, incluido el pequeño saltasaurinido Rocasaurus y saltasaurinidos y aeolosaurinidos indeterminados, conocidos tanto por restos esqueléticos como por diferentes morfotipos de osteodermos. Los descriptores señalan que tal conjunto de eutitanosaurios no se conoce en ningún otro lugar del mundo. Los diferentes planes corporales de los eutitanosaurios probablemente les permitieron ocupar diferentes nichos ecológicos y, por lo tanto, limitar la competencia.